# داستان پیرا
داستان پیرا (ایتالیایی: Storia di Piera) فیلمی در ژانر درام به کارگردانی مارکو فرری است که در سال ۱۹۸۳ منتشر شد. از بازیگران آن می‌توان به ایزابل هوپر، هانا شیگولا، مارچلو ماسترویانی، سِـرِنا بناتو و آنجلو اینفانتی اشاره کرد.
هانا شیگولا جایزه بهترین بازیگر زن جشنواره فیلم کن سال ۱۹۸۳ میلادی را برای بازی در این فیلم دریافت کرد.